# Mamidalapadu
Mamidalapadu es una ciudad censal situada en el distrito de Kurnool en el estado de Andhra Pradesh (India). Su población es de 26694 habitantes (2011). Se encuentra a 6 km de Kurnool y a 332 km de Bangalore. 

## Demografía
Según el censo de 2011 la población de Mamidalapadu era de 26694 habitantes, de los cuales 13459 eran hombres y 13235 eran mujeres. Mamidalapadu tiene una tasa media de alfabetización del 76,02%, inferior a la media estatal del 67,02%: la alfabetización masculina es del 83,10%, y la alfabetización femenina del 68,86%.